# Haugesund Turnforening
Haugesund Turnforening est une association sportive de gymnastique. C'est la première association en nombre d'inscrits de Haugesund (2000 en 2008) et la deuxième association sportive de gymnastique de Norvège.

## Histoire
L'association a été fondée le 28 septembre 1890. Le premier président a été Sigvart Rasmussen. Les cours se tenaient alors dans le gymnase de l'école. En 1914, la ville a sa propre salle de gymnastique, qui a brûlé en 1981. La nouvelle salle de gymnastique a été achevée en 1982.
En 2005, le club s'associe avec celui de Sandnes pour former l'équipe Team SandHaug qui participe aux compétitions norvégiennes et nordiques pour les juniors et les seniors.